# Wasserstraße E40
Die Wasserstraße E40 ist eine in Planung befindliche internationale Wasserstraße von der Ostsee bis zum Schwarzen Meer. Sie würde durch Polen, Belarus und die Ukraine geführt und 2000 km lang sein.
Es sollen die Weichsel und der Dnepr miteinander verbunden werden, wobei besonderes Augenmerk auf den Abschnitt gelegt wird, der die Weichsel mit der Muchawez verbindet. Kern des Projektes ist der Dnepr-Bug-Kanal. Das Projekt ist eine Initiative der Regionen Oblast Brest, Woiwodschaft Lublin, Oblast Wolhynien und der Europäischen Union.
Der südliche Abschnitt ist zwischen Brest (Belarus) und Cherson (Ukraine) schiffbar.

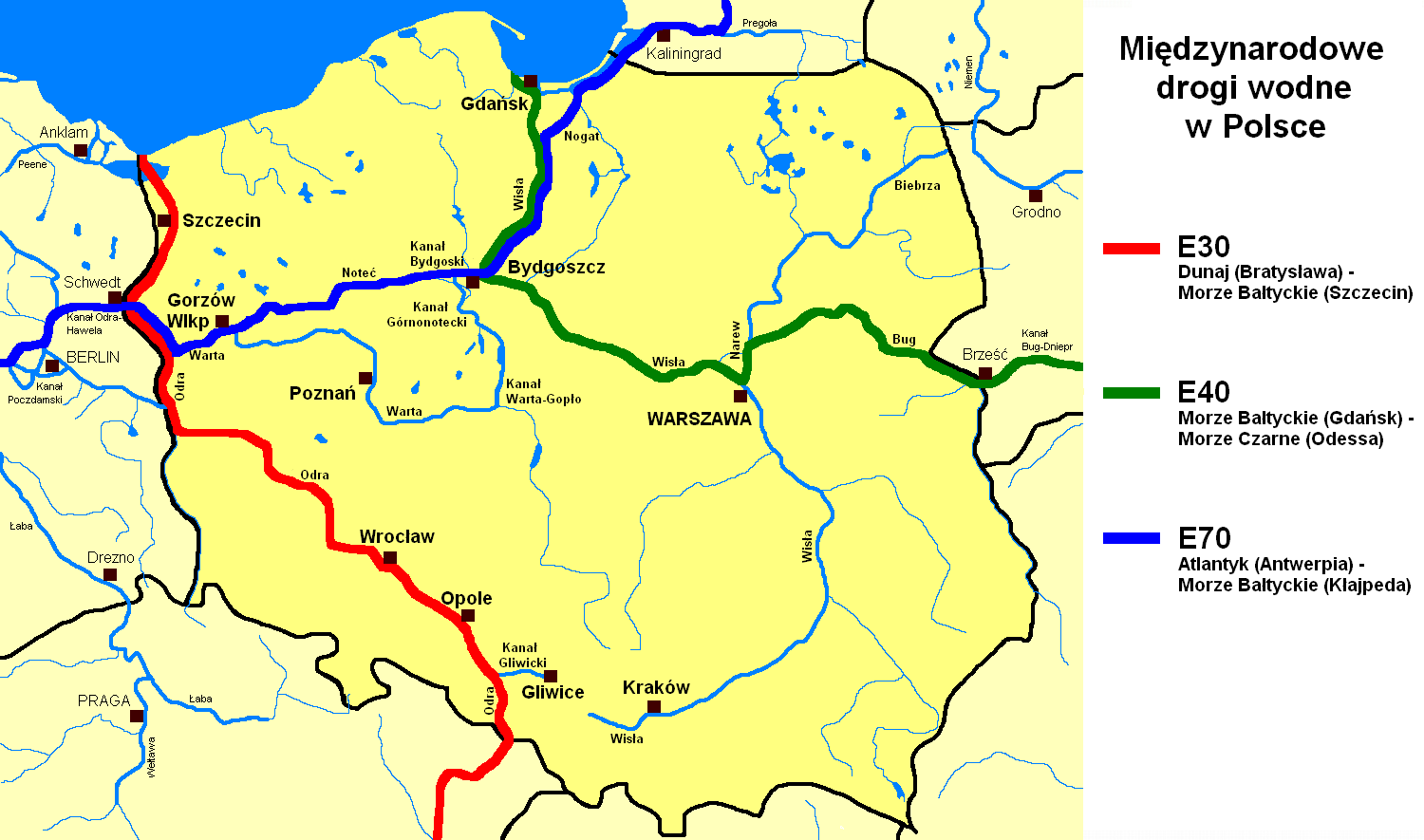
Möglicher Verlauf in Polen

Die beste Variante der E40-Trasse wird im Rahmen einer Machbarkeitsstudie ermittelt, eine ständige internationale Kommission ist für technische Fragen zuständig.
Ein Teil des Bug-Abschnittes führt durch ein Natura-2000-Gebiet.
Die Wasserstraße würde durch die Sperrzone von Tschernobyl verlaufen, wodurch beim Ausbaggern der Flüsse Prypjat und Dnepr radioaktiv kontaminierte Sedimente erneut aufgewühlt werden könnten und dadurch, gemäß einer Studie der französischen NGO Association pour le Contrôle de la Radioactivité dans l’Ouest (ACRO), Millionen Menschen durch radioaktiv verseuchtes Wasser potenziell einem erhöhten Strahlenrisiko ausgesetzt wären.